# 大分夫婦殺傷事件
大分夫婦殺傷事件（おおいたふうふさっしょうじけん）は、2002年（平成14年）1月18日に大分県速見郡山香町（現・杵築市）で起こった中国人留学生らによる強盗殺傷事件である。

## 事件
別府大学の留学生、元留学生であったB（当時、23歳）、C（19歳）、D（23歳）、E（21歳）と韓国人A（26歳）の5名は共謀し、留学生の身元保証人の建設会社社長（73歳）から現金やキャッシュカードを盗み、監禁して暗証番号を聞き出そうと計画。2002年1月18日未明、5名が被害者夫婦宅に押し入り、2階で寝ていた妻を脅して腹部等を刺して1ヶ月の大けがを負わせ、妻を助けようと2階に上がってきた夫を刺し身包丁で刺殺した。その後、A、B、Cの3名が大分県警に逮捕されたが、主犯格DとEの2名は中国へ出国したため、大分県警が国際刑事警察機構を通じ、国際手配した。
殺害された夫は中国の学校で学んだことがあり、帰国後、「恩返しに」と留学生たちの面倒を見るようになった。建設会社を営むかたわら、多くの留学生の身元保証人になり、アルバイト先を紹介した。留学生から「日本のお父さん」と慕われてきた人物であった。
また、CとEは、2001年12月に大阪府大阪市北区のホテルにて、風俗店勤務の女性（35歳）を刺殺し、キャッシュカードを奪った強盗殺人事件にもかかわっていた（ただし、その犯行はCがすべて単独で実行していたとされた）。

## 裁判
公判では、強盗殺人罪に問われたA、B、Cの3名のうち、AとCは殺意を否定。一方、Bは車の運転手であったとして同罪を否定し、強盗幇助を主張した。なお、Cは、大阪市での強盗殺人事件と合わせて起訴された。
第一審の大分地方裁判所は、強盗致死傷罪を認め、AとCをともに無期懲役（Cは求刑・死刑、Aは求刑・無期懲役）、Bを懲役14年（求刑・懲役15年）とした。検察は控訴しCの死刑などを求めたが、第二審の福岡高等裁判所は首謀者は中国に出国したD及びEである等とし、一審判決を支持して控訴を棄却。B及びCの刑を維持するとともに、Aを懲役15年（求刑・無期懲役）に減軽する判決を言い渡した。検察側は上告したが、2009年に最高裁判所第一小法廷はこれを棄却し、Cを無期懲役（求刑・死刑）、Aを懲役15年（求刑・無期懲役）、Bを懲役14年（求刑・懲役15年）とした二審判決が確定した。

## その後
2013年に、国際手配されていたDとEが中国国内で身柄を拘束された。日中間には犯罪人引き渡し条約がなく、日本国内で処罰することができないため、日本側は中国側に対し代理処罰を要請するとみられると報じられている。
2012年7月には、大分県杵築市でタクシー運転手（74歳）が、本事件とは別の別府大学短期大学部の元留学生の中国人によって、車内で胸や首を数十か所を刺されて殺害され、現金約1万4千円と携帯電話を奪われる事件が起きている。
2017年3月に中国の裁判所でDに執行猶予（2年）付きの死刑判決、Eに懲役15年がそれぞれ言い渡され、控訴せず確定した。この事実は2017年8月中旬中国当局から日本に通知された。